# Kim Jong-hyun
Kim Jong-hyun, född 21 juli 1985 i Gwangju, är en sydkoreansk sportskytt.
Han blev olympisk silvermedaljör i gevär vid sommarspelen 2012 i London och vid sommarspelen 2016 i Rio de Janeiro.